# José María Melo
José María Melo y Ortiz, né le 9 octobre 1800 à Chaparral et mort le 1er juin 1860 à La Trinitaria, est un militaire et un homme d'État Colombien qui fut, à la suite d'un coup d'État, président de la République de Nouvelle-Grenade du 17 avril au 4 décembre 1854.
En 1854, une courte guerre civile éclate à la suite d'un coup d'État du général José María Melo. Les forces combinées de Pedro Alcántara Herrán, Tomás Cipriano de Mosquera et José Hilario López parviennent à vaincre les forces de Melo à Bogota le 4 décembre 1854. L'acte de reddition est signé dans l'actuel parc Santander.
Combattant dans la guerre de réforme mexicaine aux côtés du président libéral Benito Juárez, il est fusillé en 1860 par les conservateurs mexicains.

## Carrière militaire
Après la dissolution de la Grande Colombie, Melo s'est rendu au Venezuela avec son beau-frère, le général Urdaneta. Là, il rejoint le groupe des officiers patriotiques qui se sont élevés contre le président José María Vargas, en 1835, pour exiger la reconstitution de la Grande Colombie, des réformes politiques et la fin du pouvoir économique de l'oligarchie. Parmi ces officiers qui avaient excellé dans la lutte pour l'indépendance, il y avait d'éminents Bolivariens comme l'aide de camp du Libérateur Luis Peru de Lacroix et également un ennemi de Bolívar comme Pedro Carujo. Le soulèvement a été mené par Santiago Mariño, Pedro Briceño Méndez, Diego Ibarra et Julián Castro. Ils ont obtenu un triomphe éphémère. Lorsque le général José Antonio Páez est revenu au pouvoir avec le soutien d'Urdaneta, les révolutionnaires ont été séparés de leurs familles et exilés, certains aux Antilles, d'autres au Nicaragua.
Melo est allé en Europe en décembre 1836, où il a étudier à l'Académie militaire de Brême, en Saxe. Il s'est intéressé aux idées sociales qui étaient débattues dans les cercles locaux. Il était particulièrement intéressé par le mouvement syndical naissant et l'expérience du chartisme, qui a émergé en Angleterre en 1838.

## Coup d'État et présidence
En 1854, les libéraux sont au pouvoir en la personne du président José María Obando, qui a succédé à José Hilario López en avril 1853 face au candidat panaméen Tomás de Herrera. Une nouvelle constitution a été adoptée en 1853, qui amorce un virage idéologique pour le pays reflétant les idées libérales.
En mars 1854, le général José María Melo, à la tête de la garnison de Bogota, est accusé de meurtre, ce qui le pousse à la rébellion armée contre le gouvernement d'Obando. Le 17 avril 1854, il dissout les Chambres, abolit la constitution et enferme le président. Lorsqu'il proclame la dictature, le pays se soulève.
Avant la mise en détention du président Obando, le gouvernement et le Congrès se sont rendus à Ibagué pour lutter contre la dictature à la demande du vice-président José de Obaldía.
En de nombreux endroits du pays, des soulèvements éclatent contre la dictature. L'ancien président José Hilario López, commandant de l'Armée du sud, bat les mélistes de Cali, Buenaventura et Cartago.
Melo est vaincu à Bogotá le 4 décembre 1854. 

## Exil et fin de vie
José María Melo est jugé et destitué par le Congrès. Le général Mosquera demande que Melo soit fusillé mais Herrán s'y oppose et lui impose l'exil.
Après sa défaite, Melo a navigué au Costa Rica et a aidé à lutter contre l'invasion de l'aventurier William Walker au Nicaragua. Une fois la victoire remportée sur Walker, il se rend au Salvador en 1859. Il a décidé de se porter volontaire pour la guerre de réforme au Mexique, où il combat pour la défense du gouvernement libéral de Benito Juárez. Melo est arrivé à la frontière mexicaine le 10 octobre. Le gouverneur libéral de l'État du Chiapas, Ángel Albino Corzo, a convaincu Juárez d'autoriser son incorporation dans la nouvelle armée frontalière impliquée dans la guerre de réforme. Mais ce dernier a rejeté toute intervention étrangère dans la guerre. Melo, à la tête d'une centaine de cavaliers, forme un détachement de cavalerie et se rend à Comitán afin de protéger la frontière entre le Mexique et le Guatemala.
En juin 1860, l'armée juariste de Melo qui reposait sur le domaine de Juncaná, situé dans l'actuelle municipalité de La Trinitaria, au Chiapas, fut surprise et attaquée. Melo a été blessé et détenu, puis laissé sans surveillance pendant plus d'une heure. Aucun procès n'a été suivi. Le général Miguel Miramón, président du gouvernement conservateur du Mexique et adversaire de Juárez, ordonne à ses hommes de l'exécuté. L'ordre a été exécuté par le caporal Isidro Tordillo et le sergent José Maldonado, selon la lettre de Romualdo Guillén, des troupes de Miramon, datée de seulement quatre jours plus tard. Melo fut fusillé et enterré dans l'État du Chiapas.